# Isatis jacutensis
Isatis jacutensis är en korsblommig växtart som först beskrevs av Nikolaj Adolfovitj Busj, och fick sitt nu gällande namn av Nikolaj Adolfovitj Busj. Isatis jacutensis ingår i släktet vejdar, och familjen korsblommiga växter. Inga underarter finns listade i Catalogue of Life.